# Reckless (album de Bryan Adams)
Pour les articles homonymes, voir Reckless.
Albums de Bryan Adams
Cuts Like a Knife
(1983) Into the Fire
(1987)
Singles
1. Run to You
Sortie : 18 octobre 1984
2. Somebody
Sortie : 1985
3. Heaven
Sortie : 9 avril 1985
4. Summer of '69
Sortie : 17 juin 1985
5. One Night Love Affair
Sortie : 1985
6. It's Only Love
Sortie : 1985

Reckless est le quatrième album studio du rockeur canadien Bryan Adams. Il est sorti le 5 novembre 1984 sur le label A&M Records et a été produit par Bryan et Bob Clearmountain.

## Historique
Cet album fut enregistré entre mars et août 1984 dans les Little Mountain Sound Studios de Vancouver au Canada. Seul exception, Heaven qui fut enregistré en juin 1983 aux studios Power Station de New York. Cette chanson servira à la bande son originale du film du film américain, A Night in Heaven de John G. Avildsen. Bryan Adams décida de la reprendre sur son nouvel album, bien en lui prit, le single se classa à la première place du Billboard Hot 100 américain.
Cet album a produit six succès, dont les fameux Summer of '69, Heaven, Somebody, Run to You, Kids Wanna Rock, et en duo avec Tina Turner, It's Only Love.
Il sera classé à la première place dans les charts canadiens, et au Billboard 200 aux États-Unis
Reckless a été certifié 5 x disque de platine aux États-Unis et disque de diamant au Canada.

## Liste des titres

### Album original
Face 1
Toutes les chansons sont écrites et composées par Bryan Adams et Jim Vallance.
| No | Titre                               | Durée |
| -- | ----------------------------------- | ----- |
| 1. | One Night Love Affair               | 4:32  |
| 2. | She's Only Happy When She's Dancin' | 3:14  |
| 3. | Run to You                          | 3:54  |
| 4. | Heaven                              | 4:03  |
| 5. | Somebody                            | 4:44  |

Face 2
| No  | Titre           | Durée |
| --- | --------------- | ----- |
| 6.  | Summer of '69   | 3:35  |
| 7.  | Kids Wanna Rock | 2:36  |
| 8.  | It's Only Love  | 3:15  |
| 9.  | Long Gone       | 3:57  |
| 10. | Ain't Gonna Cry | 4:06  |

### 30th Anniversary Edition
Disc 1
Toutes les chansons sont écrites et composées par Bryan Adams et Jim Vallance.
| No  | Titre                               | Durée |
| --- | ----------------------------------- | ----- |
| 1.  | One Night Love Affair               | 4:32  |
| 2.  | She's Only Happy When She's Dancin' | 3:14  |
| 3.  | Run to You                          | 3:54  |
| 4.  | Heaven                              | 4:03  |
| 5.  | Somebody                            | 4:44  |
| 6.  | Summer of '69                       | 3:35  |
| 7.  | Kids Wanna Rock                     | 2:36  |
| 8.  | It's Only Love                      | 3:15  |
| 9.  | Long Gone                           | 3:57  |
| 10. | Ain't Gonna Cry                     | 4:06  |
| 11. | Let Me Down Easy                    | 3:40  |
| 12. | Teacher, Teacher                    | 3:48  |
| 13. | The Boys Night Out                  | 3:53  |
| 14. | Draw The Line                       | 3:26  |
| 15. | Play To Win                         | 3:28  |
| 16. | Too Hot To Handle                   | 4:02  |
| 17. | Reckless                            | 4:01  |

Disc 2
- BBC Concert, Live at Hammersmith Odeon, London, april 1985

Toutes les chansons sont écrites et composées par Bryan Adams et Jim Vallance sauf indication.
| No  | Titre                                       | Durée |
| --- | ------------------------------------------- | ----- |
| 1.  | Remember                                    | 4:32  |
| 2.  | The Only One                                | 4:39  |
| 3.  | It's Only Love                              | 3:50  |
| 4.  | Kids Wanna Rock                             | 3:16  |
| 5.  | Long Gone                                   | 6:21  |
| 6.  | Cuts Like a Knife                           | 5:40  |
| 7.  | Lonely Nights                               | 3:55  |
| 8.  | Tonight                                     | 6:13  |
| 9.  | This Time                                   | 3:37  |
| 10. | The Best Was Yet to Come                    | 2:43  |
| 11. | Heaven                                      | 4:04  |
| 12. | Run to You                                  | 4:30  |
| 13. | Somebody                                    | 4:20  |
| 14. | Straight from the Heart (Adams, Eric Kagna) | 3:17  |
| 15. | Summer of '69                               | 4:40  |

## Musiciens
- Bryan Adams - guitares, handclaps, chœurs, piano, harmonica, percussions, coproducteur
- Jim Vallance - percussions, producteur associé
- Keith Scott - guitares et chœurs
- Dave Taylor - basse
- Pat Steward - batterie, percussions, chœurs

avec
- Tommy Mandel - claviers
- Jody Perpick - chœurs et renforts musicaux
- Mickey Curry - batterie

Musiciens invités
- Tina Turner - chant sur It's Only Love
- Lou Gramm - chœurs
- Steve Smith - batterie, percussions sur Heaven.

## Charts singles

### Kids Wanna Rock
| Date       | Single          | Chart                  | durée du classement | Position |
| ---------- | --------------- | ---------------------- | ------------------- | -------- |
| 1984 -1985 | Kids Wanna Rock | Mainstream Rock Tracks | 5 semaines          | 42e      |

### Run To You
| Date       | Single     | Chart                  | durée du classement | Position |
| ---------- | ---------- | ---------------------- | ------------------- | -------- |
| 1984 -1985 | Run To You | Hot 100                | 19 semaines         | 6e       |
| 1984 -1985 | Run To You | Mainstream Rock Tracks | 14 semaines         | 1er      |
| 1984 -1985 | Run To You | Ultratop (V)           | 5 semaines          | 19e      |
| 1984 -1985 | Run To You | RPM Top Singles        | 14 semaines         | 4e       |
| 1984 -1985 | Run To You | RMNZ Singles Top40     | 12 semaines         | 14e      |
| 1984 -1985 | Run To You | Mega Top 50            | 9 semaines          | 14e      |
| 1984 -1985 | Run To You | UK Singles Chart       | 3 semaines          | 11e      |

### Somebody
| Date | Single   | Chart                  | durée du classement | Position |
| ---- | -------- | ---------------------- | ------------------- | -------- |
| 1985 | Somebody | Hot 100                | 17 semaines         | 11e      |
| 1985 | Somebody | Mainstream Rock Tracks | 16 semaines         | 1er      |
| 1985 | Somebody | (V) Ultratop           | 2 semaines          | 30e      |
| 1985 | Somebody | RPM Top Singles        | 21 semaines         | 13e      |
| 1985 | Somebody | UK Singles Chart       | 7 semaines          | 35e      |

### Heaven
| Date | Single | Chart                  | durée du classement | Position |
| ---- | ------ | ---------------------- | ------------------- | -------- |
| 1985 | Heaven | Hot 100                | 19 semaines         | 1er      |
| 1985 | Heaven | Mainstream Rock Tracks | 17 semaines         | 9e       |
| 1985 | Heaven | Single Top 100         | 10 semaines         | 28e      |
| 1985 | Heaven | (V) Ultratop           | 1 semaines          | 29e      |
| 1985 | Heaven | RPM Top Singles        | 21 semaines         | 11e      |
| 1985 | Heaven | VG-lista               | 18 semaines         | 3e       |
| 1985 | Heaven | RMNZ Singles Top40     | 9 semaines          | 17e      |
| 1985 | Heaven | Mega Top 50            | 4 semaines          | 28e      |
| 1985 | Heaven | UK Singles Chart       | 5 semaines          | 38e      |
| 1985 | Heaven | Sverigetopplistan      | 7 semaines          | 8e       |
| 1985 | Heaven | Schweizer Hitparade    | 8semaines           | 14e      |
| 2012 | Heaven | Espagne Promusicae     | 1 semaines          | 43e      |

### Summer of '69
| Date | Single        | Chart                  | durée du classement | Position |
| ---- | ------------- | ---------------------- | ------------------- | -------- |
| 1985 | Summer of '69 | Hot 100                | 17 semaines         | 5e       |
| 1985 | Summer of '69 | Mainstream Rock Tracks | 7 semaines          | 40e      |
| 1985 | Summer of '69 | Single Top 100         | 6 semaines          | 62e      |
| 1985 | Summer of '69 | Ö3 Austria Top 40      | 11 semaines         | 17e      |
| 1985 | Summer of '69 | (V) Ultratop           | 12 semaines         | 8e       |
| 1985 | Summer of '69 | RPM Top Singles        | 16 semaines         | 11e      |
| 1985 | Summer of '69 | VG-lista               | 4 semaines          | 9e       |
| 1985 | Summer of '69 | RMNZ Singles Top40     | 13 semaines         | 7e       |
| 1985 | Summer of '69 | Mega Top 50            | 17 semaines         | 4e       |
| 1985 | Summer of '69 | UK Singles Chart       | 14 semaines         | 42e      |
| 1985 | Summer of '69 | Sverigetopplistan      | 5 semaines          | 13e      |

### Its Only Love(avecTina Turner)
| Date        | Single         | Chart                  | durée du classement | Position |
| ----------- | -------------- | ---------------------- | ------------------- | -------- |
| 1985 - 1986 | It's Only Love | Hot 100                | 14 semaines         | 15e      |
| 1985 - 1986 | It's Only Love | Mainstream Rock Tracks | 16semaines          | 7e       |
| 1985 - 1986 | It's Only Love | Single Top 100         | 8 semaines          | 44e      |
| 1985 - 1986 | It's Only Love | Ö3 Austria Top 40      | 2 semaines          | 30e      |
| 1985 - 1986 | It's Only Love | (V) Ultratop           | 4 semaines          | 22e      |
| 1985 - 1986 | It's Only Love | RPM Top Singles        | 15 semaines         | 14e      |
| 1985 - 1986 | It's Only Love | RMNZ Singles Top40     | 3 semaines          | 37e      |
| 1985 - 1986 | It's Only Love | Mega Top 50            | 5 semaines          | 21e      |
| 1985 - 1986 | It's Only Love | UK Singles Chart       | 8 semaines          | 29e      |
| 1985 - 1986 | It's Only Love | Schweizer Hitparade    | 8 semaines          | 16e      |
| 1994        | It's Only Love | Top 100                | 6 semaines          | 62e      |

### One Night Love Affair
| Date | Single                | Chart                  | durée du classement | Position |
| ---- | --------------------- | ---------------------- | ------------------- | -------- |
| 1985 | One Night Love Affair | Hot 100                | 15 semaines         | 13e      |
| 1985 | One Night Love Affair | Mainstream Rock Tracks | 12 semaines         | 7e       |
| 1985 | One Night Love Affair | RPM Top Singles        | 16 semaines         | 19e      |

## Charts & certifications
| Pays             | Durée du classement | Meilleur classement |
| ---------------- | ------------------- | ------------------- |
| Allemagne        | 61 semaines         | 19e                 |
| Belgique (W)     | 1 semaine           | 174e                |
| Belgique (V)     | 5 semaines          | 129e                |
| Canada           | 55 semaines         | 1er                 |
| États-Unis       | 69 semaines         | 1er                 |
| Norvège          | 33 semaines         | 2e                  |
| Nouvelle-Zélande | 54 semaines         | 1er                 |
| Pays-Bas         | 59 semaines         | 11e                 |
| Royaume-Uni      | 118 semaines        | 7e                  |
| Suède            | 23 semaines         | 5e                  |
| Suisse           | 17 semaines         | 10e                 |

| Pays             | Ventes      | Certification | Date       |
| ---------------- | ----------- | ------------- | ---------- |
| Allemagne        | 250 000 +   | Or            | 1986       |
| Australie        | 70 000 +    | Platine       | 2004       |
| Autriche         | 25 000 +    | Or            | 20/07/1993 |
| Canada           | 1 000 000 + | Diamant       | 17/12/1985 |
| États-Unis       | 5 000 000 + | 5 × Platine   | 19/11/1992 |
| Nouvelle-Zélande | 15 000 +    | Platine       | 01/09/1985 |
| Pays-Bas         | 100 000 +   | Platine       | 1994       |
| Royaume-Uni      | 900 000 +   | 3 × Platine   | 01/05/1992 |
| Suisse           | 50 000+     | Platine       | 1991       |